# カタリナ彗星 (257P)
カタリナ彗星 (257P/Catalina) とは、周期彗星の1つ。
2005年6月16日にカタリナ・スカイサーベイが発見した。多くの彗星を発見し、自身の名をもつ彗星も多いカタリナ・スカイサーベイにおいて、2012年現在唯一回帰が観測されている彗星である。
木星族彗星であり、頻繁に木星と接近する。近年で最も接近するのは、2135年6月10日の1億7000万km(1.1357AU)であるが、2040年6月2日もほぼ同程度の1億7200億km(1.1465AU)まで接近する。変わった対象として、小惑星帯にある準惑星のケレスがあり、2109年1月20日に261万km(0.01743AU)という距離まで接近する。